# Vuelta a España 2023/14. Etappe
Die 14. Etappe der Vuelta a España 2023 fand am 9. September 2023 statt und endete mit der sechsten Bergankunft der 78. Austragung. Die Strecke führte das spanische Etappenrennen zurück nach Spanien, wobei zwischen Sauveterre-de-Béarn und dem Skigebiet Larra-Belagua 156,2 Kilometer absolviert werden mussten. Mit dem Col de la Hourcère und Port de Larrau mussten zunächst zwei hohe Pyrenäen-Passe überquert werden, ehe das Ziel auf einer Höhe von 1587 Metern erreicht wurde. Nach der Zielankunft hatten die Fahrer insgesamt 2089,8 Kilometer absolviert, was 66,1 % der Gesamtdistanz der Rundfahrt entspricht.
Den Etappensieg sicherte sich der Belgier Remco Evenepoel (Soudal Quick-Step), der sich rund 90 Kilometer vor dem Ziel gemeinsam mit Romain Bardet (DSM-Firmenich) von der Ausreißergruppe absetzte und den Franzosen auf den letzten vier Kilometern des Schlussanstiegs distanzierte. Sepp Kuss (Jumbo-Visma) verteidigte das Rote Trikot.

## Streckenführung
Nach dem Start in Sauveterre-de-Béarn führte die Strecke über Navarrenx auf flachen Straßen nach Oloron-Sainte-Marie, ehe es leicht bergauf nach Lanne-en-Barétous ging. Nach rund 50 Kilometern begann die Auffahrt auf den Col de la Hourcère (1440 m), der auf einer Länge von 11,1 Kilometern eine durchschnittliche Steigung von 8,7 % aufwies und als Bergwertung der Categoría especial (ESP) kategorisiert worden war. Die Kuppe des Passes wurde nach 65,2 Kilometern erreicht und es folgte eine längere Abfahrt, die über Sainte-Engrâce in Richtung Westen führte. Im Anschluss begann die Straße wieder leicht zu steigen und führte in Richtung Larrau, ehe die Steigungsprozente deutlich zunehmen. Kurz vor Larrau begann der offizielle Anstieg des Port de Larrau (1579 m), der auf einer Länge von 14,9 Kilometern einen Steigungsschnitt von 8 % aufwies, obwohl die Nordauffahrt im oberen Bereich ein rund drei Kilometer langes Flachstück beinhaltete Die meiste Zeit lagen die Kilometerschnitt jenseits der 10 % Marke, wobei immer wieder Rampen von rund 15 % befahren werden mussten. Auf der Kuppe des Anstiegs der Categoría especial wurde nach 109 gefahrenen Kilometern ein Bonussprint ausgefahren, bei dem Zeitbonifikationen für das Gesamtklassement vergeben wurden. Im Anschluss folgte eine kurze Abfahrt, ehe der 3,4 Kilometer lange Puerto de Laza (1119 m) nach 123,1 Kilometern überquert wurde. Wenig später wurde bei Kilometer 130,2 der einzige Zwischensprint in Uztárroz ausgefahren.
Bei Isaba drehtr die Fahrtrichtung und führt gen Norden auf den Col de la Pierre Saint-Martin, dessen unterer Teil zum Skigebiet Larra-Belagua führte. Nach zehn flacheren Kilometern, die entlang des Río Belagua verliefen, begann die Straße erneut deutlich anzusteigen und führte für 9,5 Kilometer im Schnitt mit 6,3 % zum Zielstrich. Der Schlussanstieg wies dabei im unteren Teil die höchsten Kilometerschnitte auf, ehe er auf den letzten drei Kilometern zusehends abflachte. Im Ziel, das auf einer Höhe von 1587 Metern lag, wurde eine Bergwertung der 1. Kategorie abgenommen.
|                             | Ort                 | Kilometer | Länge (km) | Höhe (m) | Ø Steigung |
| --------------------------- | ------------------- | --------- | ---------- | -------- | ---------- |
| Start                       | Sauveterre-de-Béarn | 0,0       |            |          |            |
| Bergwertung (ESP Kategorie) | Col de la Hourcère  | 65,2      | 11,1       | 1440     | 8,7 %      |
| Bergwertung (ESP Kategorie) | Port de Larrau      | 109       | 14,9       | 1579     | 8 %        |
| Bonussprint                 | Port de Larrau      | 109       |            |          |            |
| Bergwertung (3. Kategorie)  | Puerto de Laza      | 123,1     | 3,4        | 1119     | 6,3 %      |
| Zwischensprint              | Uztárroz            | 130,2     |            |          |            |
| Bergwertung (1. Kategorie)  | Larra-Belagua       | 156,2     | 9,5        | 1587     | 6,3 %      |
| Ziel                        | Larra-Belagua       | 156,2     |            |          |            |

## Rennverlauf
Nach dem offiziellen Start dauerte es rund 30 Kilometer, bis sich eine Ausreißergruppe mit 24 Fahrern absetzten konnte. Die Gruppe fuhr rasch einen Vorsprung von mehr als einer Minute heraus, ehe sich dahinter am Fuße des ersten Passes nach und nach 13 weitere Fahrer vom Hauptfeld lösten. Im Anstieg des Col de la Hourcère formierte sich eine neue Spitzengruppe mit 15 Fahrern in der folgende Mannschaften (sortiert nach dem bestplatzierten Fahrer in der Gesamtwertung) vertreten waren: Juan Pedro López (Lidl-Trek), Remco Evenepoel, Mattia Cattaneo (beide Soudal Quick-Step), Damiano Caruso, Kamil Gradek (beide Bahrain Victorious), Romain Bardet, Chris Hamilton (beide DSM-Firmenich), Lennard Kämna (Bora-hansgrohe), Nélson Oliveira (Movistar), Rubén Fernández (Cofidis), Michael Storer (Groupama-FDJ), Jonathan Castroviejo (Ineos Grenadiers), Sean Quinn (EF Education-EasyPost), Lennert van Eetvelt (Lotto Dstny) und Manuel José Diàz (Burgos-BH). Am Col de la Hourcère sicherte sich Remco Evenepoel vor Romain Bardet die meisten Punkte im Kampf um die Bergwertung und lag somit nur noch einen Punkt hinter Jonas Vingegaard (Jumbo-Visma), den Führenden der Sonderwertung, zurück. Im Hauptfeld hatte unterdessen das UAE Team Emirates das Tempo erhöht. Das reduzierte Fahrerfeld überquerte den ersten Pass des Tages mit einem Rückstand von rund drei Minuten.
In der Abfahrt des Col de la Hourcère setzten sich Remco Evenepoel und Romain Bardet nach ihrem Sprint um die Bergwertung von ihren Fluchtgefährten ab und fuhren eine Lücke von mehr als einer halben Minute heraus. Im anschließenden Port de Larrau bauten die beiden Spitzenreiter ihren Vorsprung weiter aus und überquerten die Passhöhe mit einem Vorsprung von rund zwei Minuten vor Michael Storer, der die Verfolgung als Solist aufgenommen hatte. Auf der Kuppe sicherte sich Remco Evenepoel die meisten Punkte und übernahm somit virtuell das Bergtrikot. Im Hauptfeld griff Juan Ayuso (UAE Team Emirates) nach der Vorarbeit seiner Mannschaftskollegen rund 55 Kilometer vor dem Ziel an, konnte sich jedoch nicht von den Jumbo-Visma-Kapitänen absetzen. Nach einer weiteren Attacke fiel das Tempo wieder ab und die Mannschaft Jumbo-Visma übernahm die Führungsarbeit. Am Puerto de Laza setzte sich Remco Evenepoel erneut durch, ehe Romian Bardet als erster über die Linie des Zwischensprints fuhr.
Im Schlussanstieg konnte Romain Bardet dem Tempo von Remco Evenepoel vier Kilometer vor dem Ziel nicht mehr folgen, der einen Tag nach seinem großen Zeitverlust seinen zweiten Etappensieg bei der 78. Austragung feierte. Hinter Romain Bardet folgten mit mehreren Minuten Abstand Lennert van Eetvelt, Jonathan Castroviejo und Michael Storer, die als einzige weitere Fahrer der ehemaligen Fluchtgruppe vor dem Roten Trikot ins Ziel kamen. In der Gruppe der Favoriten kam es zu keinen Angriffen. Einzig David de la Cruz (Astana Qazaqstan) trat fünf Kilometer vor dem Ziel an, fuhr jedoch nur eine Sekunde heraus. Alexander Wlassow führte die elf Fahrer umfassende Favoritengruppe über die Ziellinie, die schlussendlich einen Rückstand von acht Minuten und 22 Sekunden auf Remco Evenepoel aufwies.
In der Gesamtwertung kam es zu keinen nennenswerten Veränderungen. Sepp Kuss verteidigte das Rote Trikot und lag weiterhin eine Minute und 37 Sekunden vor seinem Teamkollegen Primož Roglič (beide Jumbo-Visma). Juan Ayuso führte als Gesamtvierter nach wie vor die Nachwuchswertung an. Remco Evenepoel übernahm die Führung in der Bergwertung und lag nun 24 Punkte vor Michael Storer, der Jonas Vingegaard ebenfalls übholte. Kaden Groves (Alpecin-Deceuninck) erreichte das Ziel im vorgegebenen Zeitlimit und verteidigte so die Führung in der Punktewertung. Remco Evenepoel wurde zum aktivsten Fahrer gewählt und das Team Jumbo-Visma lag weiterhin an der Spitze der Mannschaftswertung. Mit Rein Taaramäe (Intermarché-Circus-Wanty) gab ein Fahrer die Etappe auf, womit noch 155 Fahrer in der Rundfahrt verblieben.

## Ergebnis
| \| Etappenergebnis \| Etappenergebnis \| Etappenergebnis \| Etappenergebnis \| Etappenergebnis \| \| Fahrer \| Fahrer \| Land \| Team \| Zeit \| \| --------------- \| -------------------- \| ------------------ \| --------------------- \| --------------- \| \| 1. \| Remco Evenepoel \| Belgien \| Soudal Quick-Step \| 4 h 13 min 38 s \| \| 2. \| Romain Bardet \| Frankreich \| Team DSM-Firmenich \| + 1 min 12 s \| \| 3. \| Lennert Van Eetvelt \| Belgien \| Lotto Dstny \| + 6 min 33 s \| \| 4. \| Jonathan Castroviejo \| Spanien \| Ineos Grenadiers \| + 6 min 35 s \| \| 5. \| Michael Storer \| Australien \| Groupama-FDJ \| + 7 min 24 s \| \| 6. \| David de la Cruz \| Spanien \| Astana Qazaqstan Team \| + 8 min 21 s \| \| 7. \| Alexander Wlassow \| Neutrales Banner \| Bora-Hansgrohe \| + 8 min 22 s \| \| 8. \| Sepp Kuss \| Vereinigte Staaten \| Jumbo-Visma \| + 8 min 22 s \| \| 9. \| Wout Poels \| Niederlande \| Bahrain Victorious \| + 8 min 22 s \| \| 10. \| Juan Ayuso \| Spanien \| UAE Team Emirates \| + 8 min 22 s \| |                      |                    |                       |                 |
| |                      |                    |                       |                 |
| Quelle: ProCyclingStats |                      |                    |                       |                 |
| Etappenergebnis |                      |                    |                       |                 |
| Fahrer | Fahrer               | Land               | Team                  | Zeit            |
| 1. | Remco Evenepoel      | Belgien            | Soudal Quick-Step     | 4 h 13 min 38 s |
| 2. | Romain Bardet        | Frankreich         | Team DSM-Firmenich    | + 1 min 12 s    |
| 3. | Lennert Van Eetvelt  | Belgien            | Lotto Dstny           | + 6 min 33 s    |
| 4. | Jonathan Castroviejo | Spanien            | Ineos Grenadiers      | + 6 min 35 s    |
| 5. | Michael Storer       | Australien         | Groupama-FDJ          | + 7 min 24 s    |
| 6. | David de la Cruz     | Spanien            | Astana Qazaqstan Team | + 8 min 21 s    |
| 7. | Alexander Wlassow    | Neutrales Banner   | Bora-Hansgrohe        | + 8 min 22 s    |
| 8. | Sepp Kuss            | Vereinigte Staaten | Jumbo-Visma           | + 8 min 22 s    |
| 9. | Wout Poels           | Niederlande        | Bahrain Victorious    | + 8 min 22 s    |
| 10. | Juan Ayuso           | Spanien            | UAE Team Emirates     | + 8 min 22 s    |

## Gesamtstände
| \| Gesamtwertung \| Gesamtwertung \| Gesamtwertung \| Gesamtwertung \| Gesamtwertung \| \| Fahrer \| Fahrer \| Land \| Team \| Zeit \| \| ------------- \| ----------------- \| ------------------ \| ------------------ \| ---------------- \| \| 1. \| Sepp Kuss \| Vereinigte Staaten \| Jumbo-Visma \| 51 h 04 min 54 s \| \| 2. \| Primož Roglič \| Slowenien \| Jumbo-Visma \| + 1 min 37 s \| \| 3. \| Jonas Vingegaard \| Dänemark \| Jumbo-Visma \| + 1 min 44 s \| \| 4. \| Juan Ayuso \| Spanien \| UAE Team Emirates \| + 2 min 37 s \| \| 5. \| Enric Mas \| Spanien \| Movistar Team \| + 3 min 06 s \| \| 6. \| Marc Soler \| Spanien \| UAE Team Emirates \| + 3 min 10 s \| \| 7. \| Mikel Landa \| Spanien \| Bahrain Victorious \| + 4 min 12 s \| \| 8. \| Alexander Wlassow \| Neutrales Banner \| Bora-Hansgrohe \| + 5 min 02 s \| \| 9. \| Cian Uijtdebroeks \| Belgien \| Bora-Hansgrohe \| + 5 min 30 s \| \| 10. \| João Almeida \| Portugal \| UAE Team Emirates \| + 8 min 39 s \| |                   |                    |                    |                  |
| |                   |                    |                    |                  |
| Quelle: ProCyclingStats |                   |                    |                    |                  |
| Gesamtwertung |                   |                    |                    |                  |
| Fahrer | Fahrer            | Land               | Team               | Zeit             |
| 1. | Sepp Kuss         | Vereinigte Staaten | Jumbo-Visma        | 51 h 04 min 54 s |
| 2. | Primož Roglič     | Slowenien          | Jumbo-Visma        | + 1 min 37 s     |
| 3. | Jonas Vingegaard  | Dänemark           | Jumbo-Visma        | + 1 min 44 s     |
| 4. | Juan Ayuso        | Spanien            | UAE Team Emirates  | + 2 min 37 s     |
| 5. | Enric Mas         | Spanien            | Movistar Team      | + 3 min 06 s     |
| 6. | Marc Soler        | Spanien            | UAE Team Emirates  | + 3 min 10 s     |
| 7. | Mikel Landa       | Spanien            | Bahrain Victorious | + 4 min 12 s     |
| 8. | Alexander Wlassow | Neutrales Banner   | Bora-Hansgrohe     | + 5 min 02 s     |
| 9. | Cian Uijtdebroeks | Belgien            | Bora-Hansgrohe     | + 5 min 30 s     |
| 10. | João Almeida      | Portugal           | UAE Team Emirates  | + 8 min 39 s     |

| Punktewertung | Punktewertung       | Punktewertung      | Punktewertung         | Punktewertung |
| Fahrer        | Fahrer              | Land               | Team                  | Punkte        |
| ------------- | ------------------- | ------------------ | --------------------- | ------------- |
| 1.            | Kaden Groves        | Australien         | Alpecin-Deceuninck    | 203 P.        |
| 2.            | Remco Evenepoel     | Belgien            | Soudal Quick-Step     | 116 P.        |
| 3.            | Marijn van den Berg | Niederlande        | EF Education-EasyPost | 85 P.         |
| 4.            | Sepp Kuss           | Vereinigte Staaten | Jumbo-Visma           | 84 P.         |
| 5.            | Primož Roglič       | Slowenien          | Jumbo-Visma           | 81 P.         |
| 6.            | Marc Soler          | Spanien            | UAE Team Emirates     | 79 P.         |
| 7.            | Sebastián Molano    | Kolumbien          | UAE Team Emirates     | 78 P.         |
| 8.            | Andreas Kron        | Dänemark           | Lotto Dstny           | 77 P.         |
| 9.            | Jonas Vingegaard    | Dänemark           | Jumbo-Visma           | 73 P.         |
| 10.           | Juan Ayuso          | Spanien            | UAE Team Emirates     | 73 P.         |

| Bergwertung | Bergwertung       | Bergwertung        | Bergwertung        | Bergwertung |
| Fahrer      | Fahrer            | Land               | Team               | Punkte      |
| ----------- | ----------------- | ------------------ | ------------------ | ----------- |
| 1.          | Remco Evenepoel   | Belgien            | Soudal Quick-Step  | 63 P.       |
| 2.          | Michael Storer    | Australien         | Groupama-FDJ       | 39 P.       |
| 3.          | Jonas Vingegaard  | Dänemark           | Jumbo-Visma        | 36 P.       |
| 4.          | Romain Bardet     | Frankreich         | Team DSM-Firmenich | 35 P.       |
| 5.          | Sepp Kuss         | Vereinigte Staaten | Jumbo-Visma        | 27 P.       |
| 6.          | Jesús Herrada     | Spanien            | Cofidis            | 22 P.       |
| 7.          | Eduardo Sepúlveda | Argentinien        | Lotto Dstny        | 21 P.       |
| 8.          | Andreas Kron      | Dänemark           | Lotto Dstny        | 20 P.       |
| 9.          | Primož Roglič     | Slowenien          | Jumbo-Visma        | 18 P.       |
| 10.         | Juan Ayuso        | Spanien            | UAE Team Emirates  | 15 P.       |

| Nachwuchswertung | Nachwuchswertung    | Nachwuchswertung | Nachwuchswertung   | Nachwuchswertung  |
| Fahrer           | Fahrer              | Land             | Team               | Zeit              |
| ---------------- | ------------------- | ---------------- | ------------------ | ----------------- |
| 1.               | Juan Ayuso          | Spanien          | UAE Team Emirates  | 51 h 07 min 31 s  |
| 2.               | Cian Uijtdebroeks   | Belgien          | Bora-Hansgrohe     | + 2 min 53 s      |
| 3.               | João Almeida        | Portugal         | UAE Team Emirates  | + 6 min 02 s      |
| 4.               | Santiago Buitrago   | Kolumbien        | Bahrain Victorious | + 10 min 38 s     |
| 5.               | Remco Evenepoel     | Belgien          | Soudal Quick-Step  | + 16 min 35 s     |
| 6.               | Lenny Martinez      | Frankreich       | Groupama-FDJ       | + 29 min 19 s     |
| 7.               | Einer Rubio         | Kolumbien        | Movistar Team      | + 31 min 46 s     |
| 8.               | Attila Valter       | Ungarn           | Jumbo-Visma        | + 32 min 32 s     |
| 9.               | Antonio Tiberi      | Italien          | Bahrain Victorious | + 49 min 42 s     |
| 10.              | Lennert Van Eetvelt | Belgien          | Lotto Dstny        | + 1 h 19 min 28 s |

| Mannschaftswertung | Mannschaftswertung    | Mannschaftswertung           | Mannschaftswertung |
| Team               | Team                  | Land                         | Zeit               |
| ------------------ | --------------------- | ---------------------------- | ------------------ |
| 1.                 | Jumbo-Visma           | Niederlande                  | 152 h 42 min 43 s  |
| 2.                 | UAE Team Emirates     | Vereinigte Arabische Emirate | + 10 min 27 s      |
| 3.                 | Bora-Hansgrohe        | Deutschland                  | + 20 min 20 s      |
| 4.                 | Bahrain Victorious    | Bahrain                      | + 37 min 43 s      |
| 5.                 | Movistar Team         | Spanien                      | + 1 h 32 min 14 s  |
| 6.                 | Groupama-FDJ          | Frankreich                   | + 2 h 08 min 07 s  |
| 7.                 | Soudal Quick-Step     | Belgien                      | + 2 h 16 min 08 s  |
| 8.                 | TotalEnergies         | Frankreich                   | + 2 h 22 min 06 s  |
| 9.                 | Astana Qazaqstan Team | Kasachstan                   | + 2 h 31 min 11 s  |
| 10.                | Ineos Grenadiers      | Vereinigtes Königreich       | + 2 h 36 min 49 s  |

## Ausgeschiedene Fahrer
- Rein Taaramäe (Intermarché-Circus-Wanty)